# دوره هشتم مجلس شورای اسلامی
انتخابات هشتمین دوره مجلس شورای اسلامی، در تاریخ ۲۴ اسفند سال ۱۳۸۶ خورشیدی در سراسر ایران برگزار شد. در مرحله اول انتخابات، از ۲۰۵ کرسی مورد تأیید مجلس شورای نگهبان (آرای ۳ حوزه انتخابیه باطل شد) ۲۹ نامزد انتخاباتی اصلاح طلب (معادل ۱۴ درصد)، ۱۵۳ نامزد انتخاباتی اصولگرا (کاندیداهای جبهه متحد اصولگرایان و ائتلاف فراگیر اصول‌گرایان) (معادل ۷۴٫۵ درصد) و ۲۳ نامزد انتخاباتی مستقل (معادل ۱۱٫۵ درصد)، به مجلس هشتم راه یافتند. 
- درصد مشارکت مردم در انتخابات دور هشتم مجلس ۵۱ درصد اعلام شد.[۱]
- این انتخابات با بی اعتنایی مردم تهران روبه‌رو شد. به‌طوری‌که درصد مشارکت در حوزه تهران در انتخابات مجلس هشتم ۳۰ درصد اعلام شد.[۲][۱]
- در این انتخابات بیش از هفت هزار نفر برای نامزدی انتخابات ثبت نام کردند که در نهایت حدود چهار هزار و پانصد نفر تأیید صلاحیت شدند.[۳][۴]
- بسیاری از اصلاح طلبان ردصلاحیت شدند به‌طوری‌که به گفته روزنامه اعتماد تنها در یکصد و سی کرسی امکان رقابت وجود داشت.[نیازمند منبع]
- نامزدهای نهضت آزادی به کلی ردصلاحیت شدند و در نتیجه این گروه انتخابات را تحریم کردند.[۵]
- سایت رسمی اصلاح طلبان محافظه کاران را به تقلب در انتخابات متهم کرد.[۶]

پیش از تشکیل مجلس هشتم، فراکسیون اصولگرایان مجلس هشتم، تشکیل جلسه داد و از میان علی لاریجانی و غلامعلی حداد عادل، علی لاریجانی را به عنوان رئیس مجلس هشتم برگزید.

## ترکیب نمایندگان پیروز انتخابات مجلس هشتم
مجلس هشتم از ۴ فراکسیون زیر تشکیل می‌شود:
- فراکسیون اصولگرایان (اکثریت)
- فراکسیون جبهه دوم خرداد (اقلیت)
- فراکسیون پیشرفت و عدالت
- فراکسیون مستقل‌ها

در هشتمین دوره انتخابات مجلس شورای اسلامی محافظه کاران به پیروزی رسیدند. سرلیست انتخاباتی این گروه در تهران غلامعلی حداد عادل بود که با هشتصد و پنجاه هزار رای بیشترین آرای انتخابات در حوزه تهران را به خود اختصاص داد.

## مرحله دوم
در مرحله دوم انتخابات هشتمین دوره مجلس شورای اسلامی که در تاریخ ۶ اردیبهشت سال ۱۳۸۷ برگزار شد، ۱۶۴ داوطلب نمایندگی مجلس شورای اسلامی برای کسب ۸۲ کرسی نمایندگی مجلس شورای اسلامی، از مجموع ۵۴ حوزه انتخابیه در ۲۱ استان کشور، به رقابت با یکدیگر پرداختند. در مرحله دوم انتخابات مجلس هشتم، ۱۸ نامزد انتخاباتی اصلاح طلب (حدود ۲۱٫۵ درصد)، ۱۸ نامزد انتخاباتی مستقل (۲۱٫۵ درصد) و ۴۶ اصولگرا (۵۷ درصد)، به مجلس هشتم راه یافتند. درصد مشارکت این مرحله از انتخابات مجلس هشتم از طرف حاکمیت مسکوت گذاشته شد. با توجه به اینکه درصد مشارکت در انتخابات مرحله اول مجلس هشتم ۵۱ درصد بوده‌است، به همین دلیل به نظر می‌رسد مشارکت مردم در مرحله دوم انتخابات مجلس هشتم رقمی زیر ۵۰ درصد بوده باشد.